# Нунић
Нунић је насељено мјесто код Кистања, у сјеверној Далмацији. Припада општини Кистање у Шибенско-книнској жупанији, Република Хрватска. Према попису становништва из 2011. године у насељу је живело 110 становника. Према прелиминарним подацима са последњег пописа 2021. године у месту је живело 88 становника.

## Географија
Налази се око 9 км сјеверозападно од Кистања.

## Историја
Нунић се од распада Југославије до августа 1995. године налазио у Републици Српској Крајини. До територијалне реорганизације у Хрватској насеље се налазило у саставу бивше велике општине Книн.

## Култура
У Нунићу се налази римокатоличка црква Св. Анте.

## Становништво
Према попису из 1991. године, Нунић је имао 298 становника, од чега 244 Срба, 47 Хрвата, 1 Југословена и 6 осталих. Према попису становништва из 2001. године, Нунић је имао 105 становника. Нунић је према попису из 2011. године имао 110 становника, и био је углавном насељен Србима.
| Националност       | 1991. | 1981. | 1971. | 1961. |
| Срби               | 244   | 317   | 400   |       |
| Југословени        | 1     | 11    |       |       |
| Хрвати             | 47    | 81    | 175   |       |
| остали и непознато | 6     | 2     |       |       |
| Укупно             | 298   | 411   | 575   | '     |

| Демографија | Демографија | Демографија |
| Година      | Становника  | Становника  |
| ----------- | ----------- | ----------- |
| 1961.       | 709         |             |
| 1971.       | 575         |             |
| 1981.       | 411         |             |
| 1991.       | 298         |             |
| 2001.       | 105         |             |
| 2011.       | 110         |             |

### Родови
У Нунићу су до 1995. године живели родови:
Православци
- Зорице, славе Ђурђевдан
- Марчинке, славе Ђурђевдан
- Котури, славе Св. Николу
- Рончевићи, славе Св. Василија
- Стјеље/Стијеље, славе Св. Јована
- Шуше, славе Св. Стефана

Католици
- Бљајићи
- Јукићи
- Кардуми